# Geografia da Namíbia

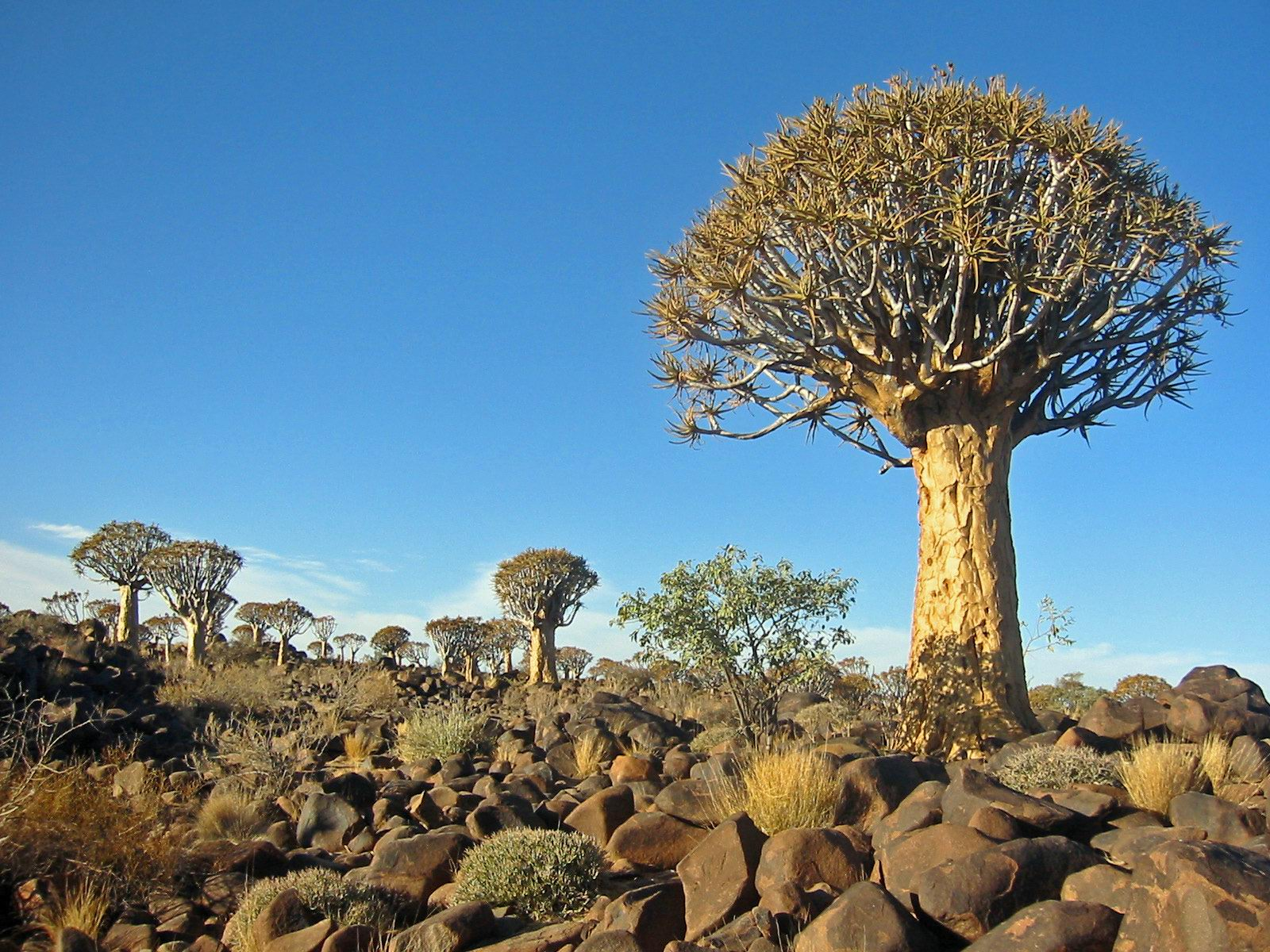
Floresta namibiana

A Namíbia é um país predominantemente desértico; ali podemos encontrar os desertos de Caoco e Namibe, junto à costa, e o Calaári numa parte do seu interior.
A sua costa marítima é limitada a norte pela foz do rio Cunene, e a sul, pelo rio Orange. O rio Kuiseb fica bem no centro do país.

## Pontos extremos
- Norte: localização sem nome na fronteira com Angola no rio Cunene a oeste das Cataratas de Epupa, Região de Kunene
- Sul: local sem nome em Pella Drift no Rio Orange na fronteira com a África do Sul.
- Este: Fronteira tríplice com Botsuana e Zâmbia.
- Oeste: seção não identificada na costa oeste da Região de Kunene
- Maior altitude: Königstein (2.606 m)
- Menor altitude: Oceano Atlântico (0 m)